# Volo Aeroflot 101/X-20
Il volo Aeroflot 101/X-20 era un volo di linea della Aeroflot tra l'aeroporto di Mosca-Domodedovo e l'aeroporto di Almaty con uno scalo intermedio all'aeroporto di Omsk. Il 4 gennaio 1965, l'Ilyushin Il-18 che operava il volo precipitò durante l'avvicinamento all'aeroporto di Almaty a causa della scarsa visibilità provocando la morte di 64 delle 103 persone a bordo.

## L'aereo
Il velivolo coinvolto era un Ilyushin Il-18B con numero di registrazione CCCP-76685 e costruito nel 1959. Era spinto da 4 motori turboelica Ivchenko AI-20. Al momento dell'incidente, l'aereo aveva circa sei anni e aveva accumulato 6 802 ore di volo.

## L'equipaggio
Otto membri dell'equipaggio erano a bordo del volo. L'equipaggio in cabina di pilotaggio era composto da:
- il comandante Konstantin Sergeeč Artamonov;
- il controllore e capo della direzione dell'aviazione civile kazaka Rishat Nurmukhametovich Azakov;
- il co-pilota Nikolaj Aleksandrovič Slamichin;
- l'ingegnere di volo Anatolij Galievič Šakirov;
- il navigatore Vladimir Vasil'evič Pristavka;
- l'operatore radiofonico Nikolaj Nikolaevič Safonov.

Gli assistenti di volo Stanislav Valentinovič Port e Avgustina Jakovlevna Kuz'menych lavoravano in cabina passeggeri.

## L'incidente
Il volo doveva partire dall'aeroporto di Domodedovo alle 07:30 del 4 gennaio, ma fu ritardato dalle necessarie riparazioni a un motore. Il volo non partì prima delle 10:20 e arrivò all'aeroporto di Omsk alle 15:52 ora di Mosca. Il volo sarebbe dovuto partire da Omsk per un breve volo verso Almaty. Nel frattempo, il capo della direzione dell'aviazione civile kazaka R. Azakov era appena tornato dall'indagine su un incidente di un Mil Mi-4 e aveva ispezionato il carrello dell'Il-18 prima che fosse autorizzato per la tappa successiva del viaggio. La destinazione del volo venne ritardata di 2 ore e 28 minuti perché la visibilità all'aeroporto di Almaty era inferiore a 3 300 piedi (1 000 m), il che significava che l'aeroporto dovette chiudere per motivi di sicurezza. Alle 19:30 ora di Mosca, il volo partì da Omsk in rotta verso Almaty e mantenne un'altitudine di crociera di 23 000 piedi (7 000 m).
Alle 20:15 ora di Mosca, ad Almaty la visibilità era di 9 800 piedi (3 000 m), il vento era debole e la pressione atmosferica era 710,5 mmHg. Alle 20:32, un altro Il-18, registrato CCCP-75689, atterrò sulla pista con una prua di 230° dopo due tentativi falliti. Dopo l'atterraggio, durante il rullaggio in aeroporto, il responsabile delle operazioni chiese all'Il-18 se sarebbe stato sicuro che un altro Il-18 fosse atterrato nelle stesse condizioni. Il pilota rispose negando categoricamente che qualsiasi Il-18 sarebbe potuto atterrare in sicurezza nelle condizioni attuali. Il controllore disse quindi al volo 20 di procedere all'aeroporto alternativo, l'aeroporto di Karaganda; cinque minuti dopo, il responsabile delle operazioni annullò le istruzioni precedenti e riferì al volo 20 di iniziare a diminuire l'altitudine a 14 800 piedi (4 500 m) e poi a 9 800 piedi (3 000 m) per atterrare ad Almaty. In violazione delle procedure, il controllore non informò il volo riguardo alle condizioni di visibilità o della base della nube.
Ad un'altitudine di 9 800 piedi (3 000 m), il volo contattò il controllo del traffico aereo e ricevette il permesso di scendere a un'altitudine di 2 300 piedi (700 m). L'atterraggio doveva essere effettuato su una prua di 230°. Il controllore avvertì della presenza di nebbia all'aeroporto, ma disse che si era un po' abbassata e che probabilmente non si aspettava che la visibilità scendesse al di sotto del livello minimo di sicurezza. L'equipaggio iniziò ad eseguire l'avvicinamento come previsto, ma alla quarta virata l'aereo si trovava a 1 600 piedi (490 m) a destra del centro della pista. Quando il volo si trovava a 10 chilometri dalla pista, il controllore ordinò al volo di ridurre l'altitudine a 980 piedi (300 m) e avvertì che la visibilità stava iniziando a peggiorare. Quando l'aereo si trovava a 8,5 chilometri dalla fine della pista, entrò nel sentiero di discesa e ha continuato a diminuire l'altitudine per l'atterraggio.
La visibilità all'aeroporto aveva raggiunto i 2 600 piedi (790 m), ben al di sotto della minima di sicurezza; il controllore non informò il volo o il responsabile delle operazioni della situazione. Le condizioni attuali richiedevano che il volo fosse mandato all'aeroporto alternato, ma non fu così. Le luci del radiofaro non direzionale pulsavano, ma l'aereo iniziò a deviare leggermente verso sinistra. Il controllore informò l'equipaggio della deviazione e gli diede istruzioni su come correggere la rotta e di seguire le luci per avvicinarsi alla pista. L'equipaggio confermò di aver ascoltato le istruzioni e dichiarò di aver visto le luci del faro. Il controllore ordinò quindi al volo di cambiare rotta di 3°; l'aereo passò dall'essere leggermente a sinistra della pista a leggermente a destra. Il controllore consigliò all'equipaggio di interrompere l'atterraggio e di effettuare una riattaccata, ma i piloti ignorarono le istruzioni e continuarono con l'avvicinamento.
Durante l'avvicinamento, il capo della direzione dell'aviazione civile kazaka Azakov incaricò il pilota in comando Artamonov di continuare e avvicinarsi strumentalmente. C'era confusione tra l'equipaggio all'altitudine di decisione (130 metri) perché il controllore diceva loro di riattaccare a causa della visibilità, ma sia il navigatore che l'ispettore dissero al comandante di aver visto le luci della pista, portandolo a continuare l'atterraggio. Poco dopo, l'equipaggio perse di vista le luci, ma il comandante non se ne accorse; distolse quindi la sua attenzione dagli strumenti per cercare le luci, facendo volare l'aereo fuori rotta. Quando il controllore ordinò al volo di riattaccare, Azakov stava cercando le luci mentre il pilota in comando aspettava che lui gli dicesse di procedere con il mancato avvicinamento. Pochi secondi prima di schiantarsi, il comandante vide che l'aereo stava per schiantarsi e cercò di evitare la collisione con il suolo, e solo allora Azakov gli ordinò di riattaccare.
Alle 21:01 ora di Mosca, il volo si schiantò a 210 metri a destra della pista ad una velocità di 300 chilometri all'ora. Il carrello di atterraggio venne strappato e le ali separate dal resto dell'aereo. L'ala sinistra e la fusoliera si spezzarono in più pezzi e un incendio si accese, bruciando parzialmente il relitto. L'operatore radiofonico, due assistenti di volo e 61 dei passeggeri (di cui sei bambini) morirono nell'incidente. Diciassette dei sopravvissuti riportarono ferite.

## L'indagine
Le cause dell'incidente furono:
- il controllore del traffico aereo, che aveva autorizzato il volo ad atterrare in condizioni meteorologiche inferiori alle condizioni minime di sicurezza e non aveva informato immediatamente l'equipaggio di tali condizioni;
- gli errori dell'equipaggio nella non esecuzione del mancato avvicinamento e nel volo in condizioni meteorologiche non sicure.

Una causa secondaria dell'incidente fu l'impossibilità da parte del METAR di fornire bollettini meteorologici alle 20:00, 20:15 e 20:30 quando il maltempo si era intensificato, il che avrebbe aiutato il volo a determinare se avrebbe dovuto proseguire con l'avvicinamento.
Si scoprì anche che il capo della direzione dell'aviazione civile kazaka non avrebbe dovuto assistere l'equipaggio durante il volo, poiché aveva già lavorato quindici ore quel giorno e non aveva un certificato medico per volare.